# Campylocentrum iglesiasii
Campylocentrum iglesiasii es una especie de orquídea epifita originaria de Sudamérica. 

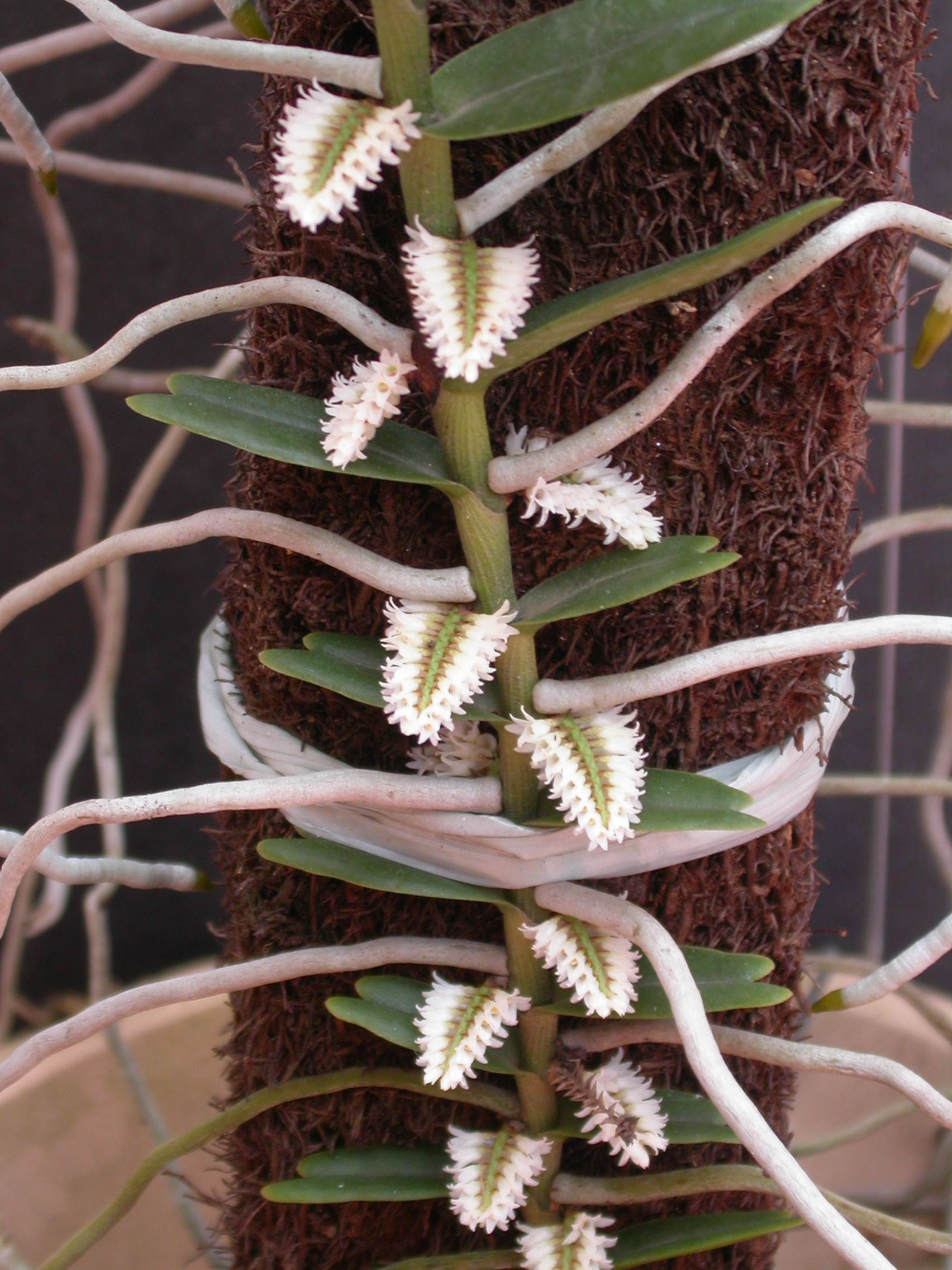
Vista de la planta

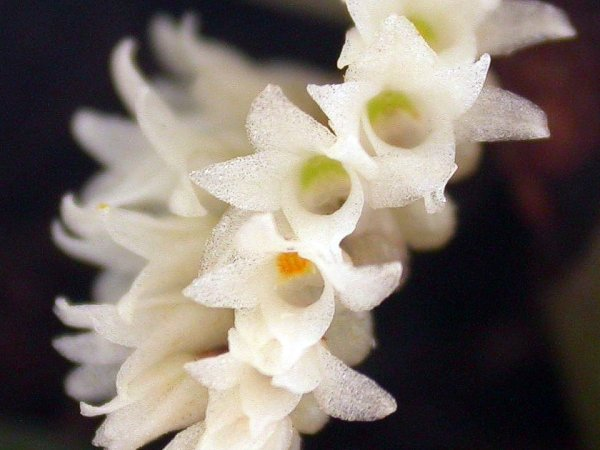
Detalle de la flor

## Descripción
Es una orquídea de hábitos epífitas, monopodial con tallo alargado, cuyas inflorescencias crecen desde el nodo opuesto a la base del tallo de la hoja. Las flores tienen sépalos y pétalos libres, y nectario en la parte posterior del labio. Pertenece a la sección de especies Campylocentrum con hojas planas de ovario liso con nectario largo en comparación con el grosor.

## Distribución y hábitat
Se encuentra en Brasil.

## Taxonomía
Campylocentrum iglesiasii fue descrita por Alexander Curt Brade y publicado en Arquivos do Servico Florestal 1(2): 2. 1941.
Etimología
Campylocentrum: nombre genérico que deriva de la latinización de dos palabras griegas: καμπύλος (Kampyle), que significa "torcido" y κέντρον, que significa "punta" o "picar", refiriéndose al espolón que existe en el borde de las flores.
iglesiasii: epíteto latíno